# Ghaghra
Ghaghra (hindi घाघरा, Ghāghrā, hist. Gogra, chiń. 克拉河 Kèlā Hé; w górnym biegu Karnali, nep. कर्णाली, Karṇālī, chiń. 纳利河, Nàlì Hé) – rzeka w południowej Azji, przepływająca przez Chiny, Nepal i Indie, jeden z głównych lewostronnych dopływów Gangesu.
Źródła rzeki znajdują się w Himalajach, w okolicach jeziora Mapam Yumco, w południowo-zachodniej części chińskiego Tybetańskiego Regionu Autonomicznego. W początkowym biegu rzeka płynie w kierunku południowo-wschodnim, na terenie Nepalu skręca na południe i powraca do kierunku południowo-wschodniego na terytorium Indii, gdzie przepływa przez stany Uttar Pradesh i Bihar. Po przebyciu ok. 970 km Ghaghra uchodzi do Gangesu w pobliżu miasta Ćhapra.